# Plitvička Jezera (sjöar)
Plitvička Jezera är samlingsnamnet på ett antal sjöar i Kroatien.   De ligger i länet Lika, i den centrala delen av landet, 110 km söder om huvudstaden Zagreb. Plitvička Jezera ligger 632 meter över havet. Arean är 539 kvadratkilometer. I omgivningarna runt Plitvička Jezera växer i huvudsak lövfällande lövskog.
Till sjösystemet räknas 16 namngivna sjöar och ett antal mindre, ej namngivna, sjöar. De namngivna sjöarna är:
| De övre sjöarna - Prošćansko jezero - Ciginovac - Okrugljak - Batinovac - Veliko jezero - Malo jezero - Vir - Galovac - Milino jezero - Gradinsko jezero - Burgeti - Kozjak | De nedre sjöarna - Milanovac - Gavanovac - Kaluđerovac - Novakovića Brod |

## Bilder

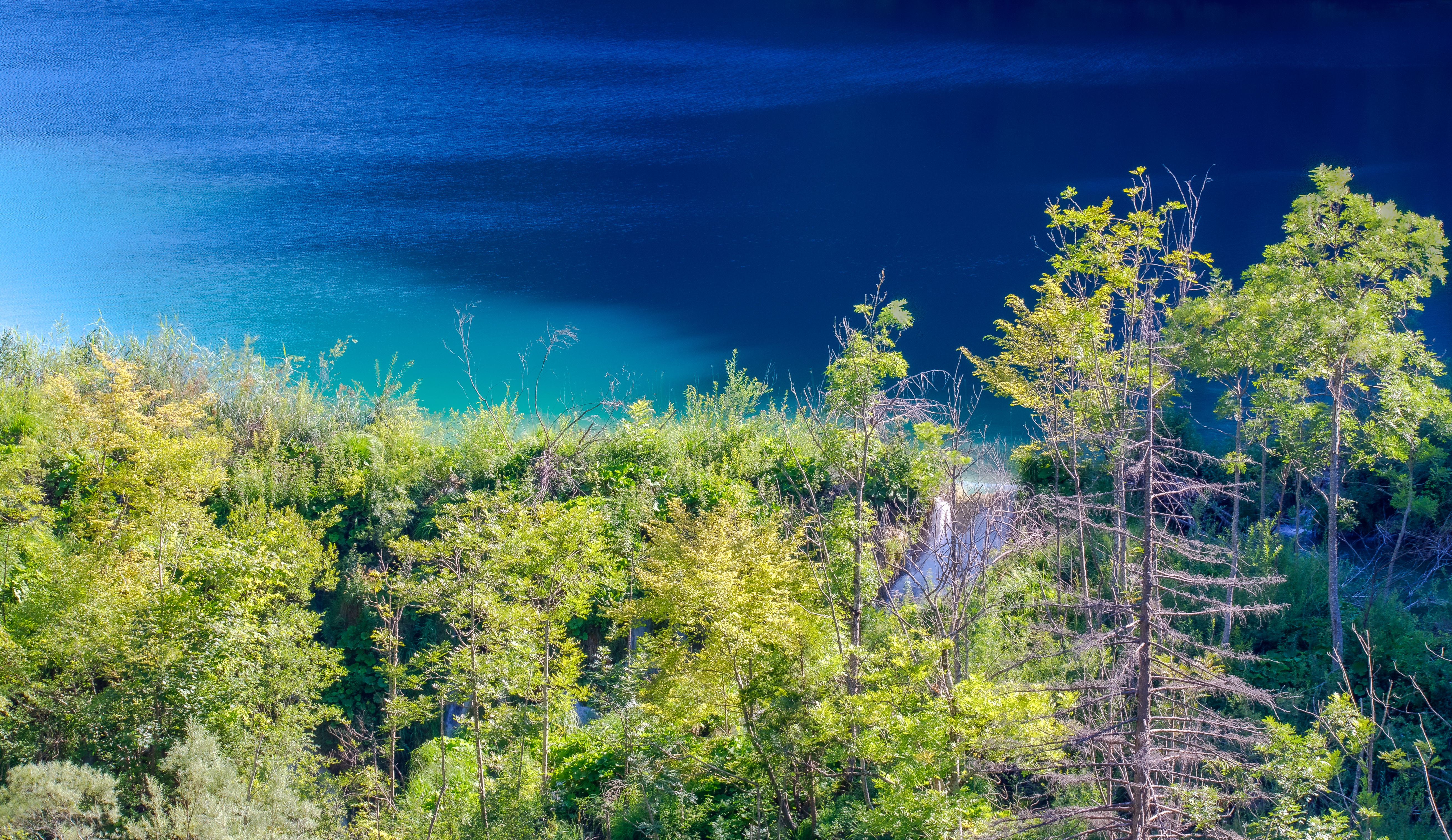
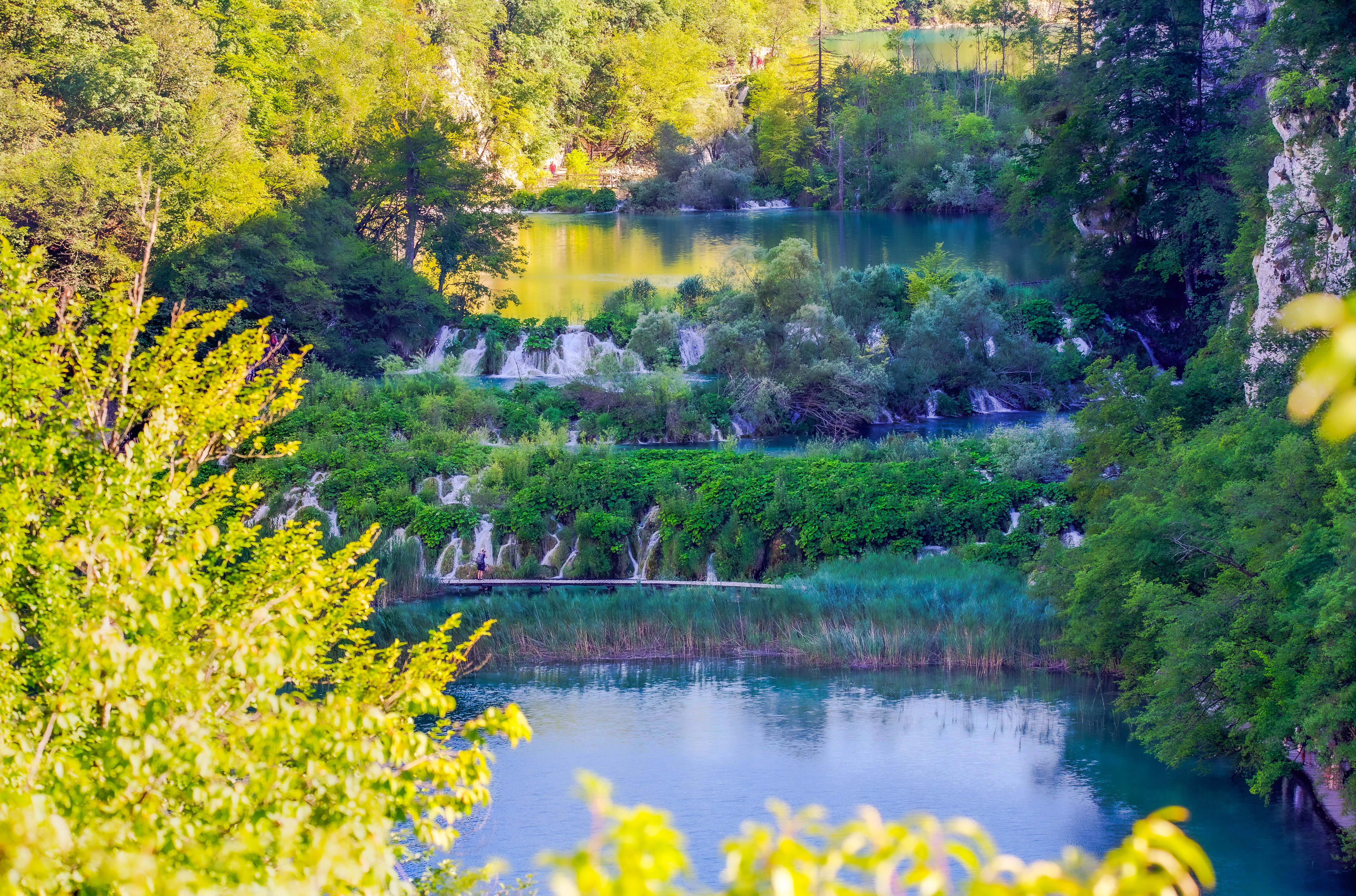
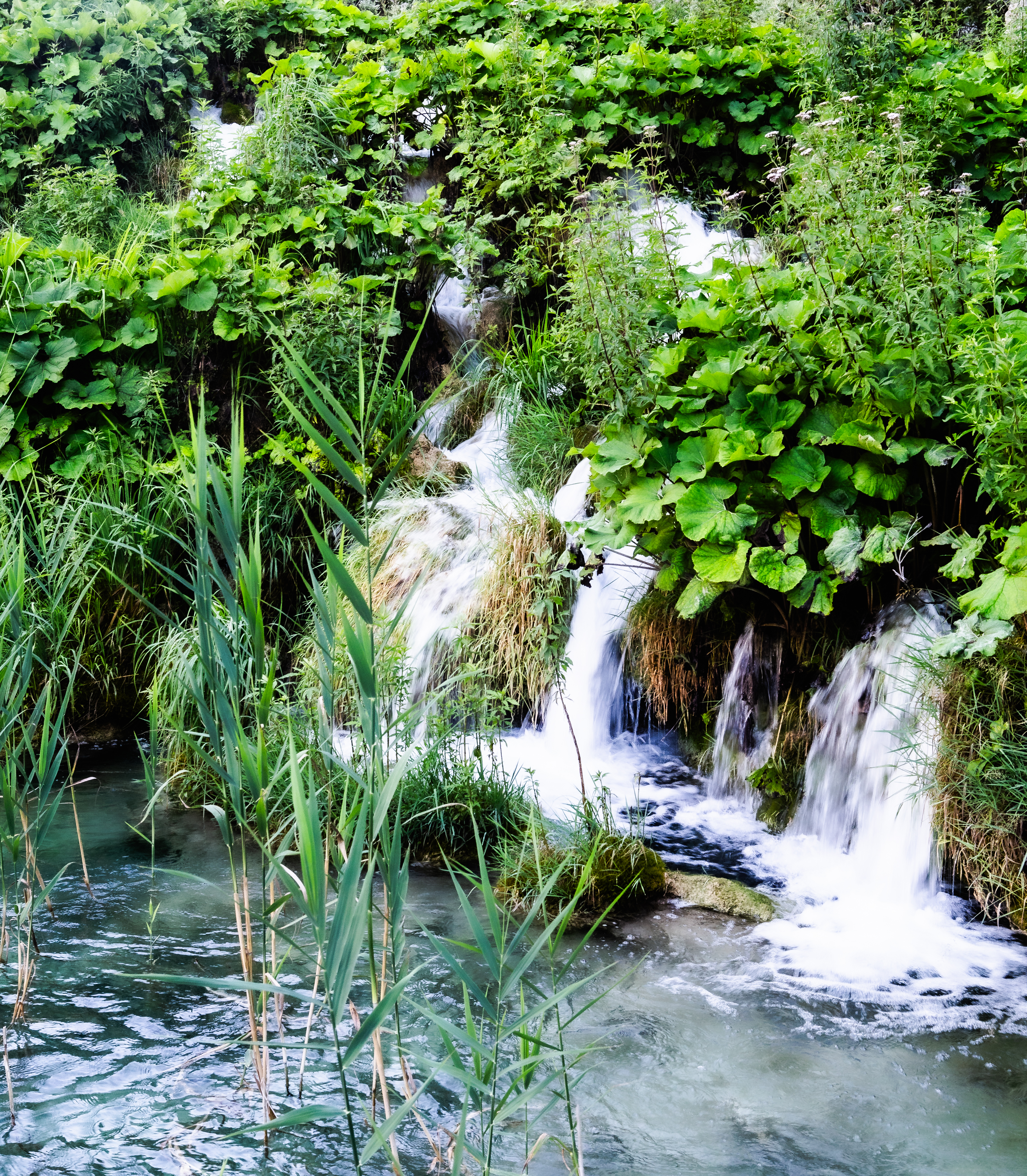
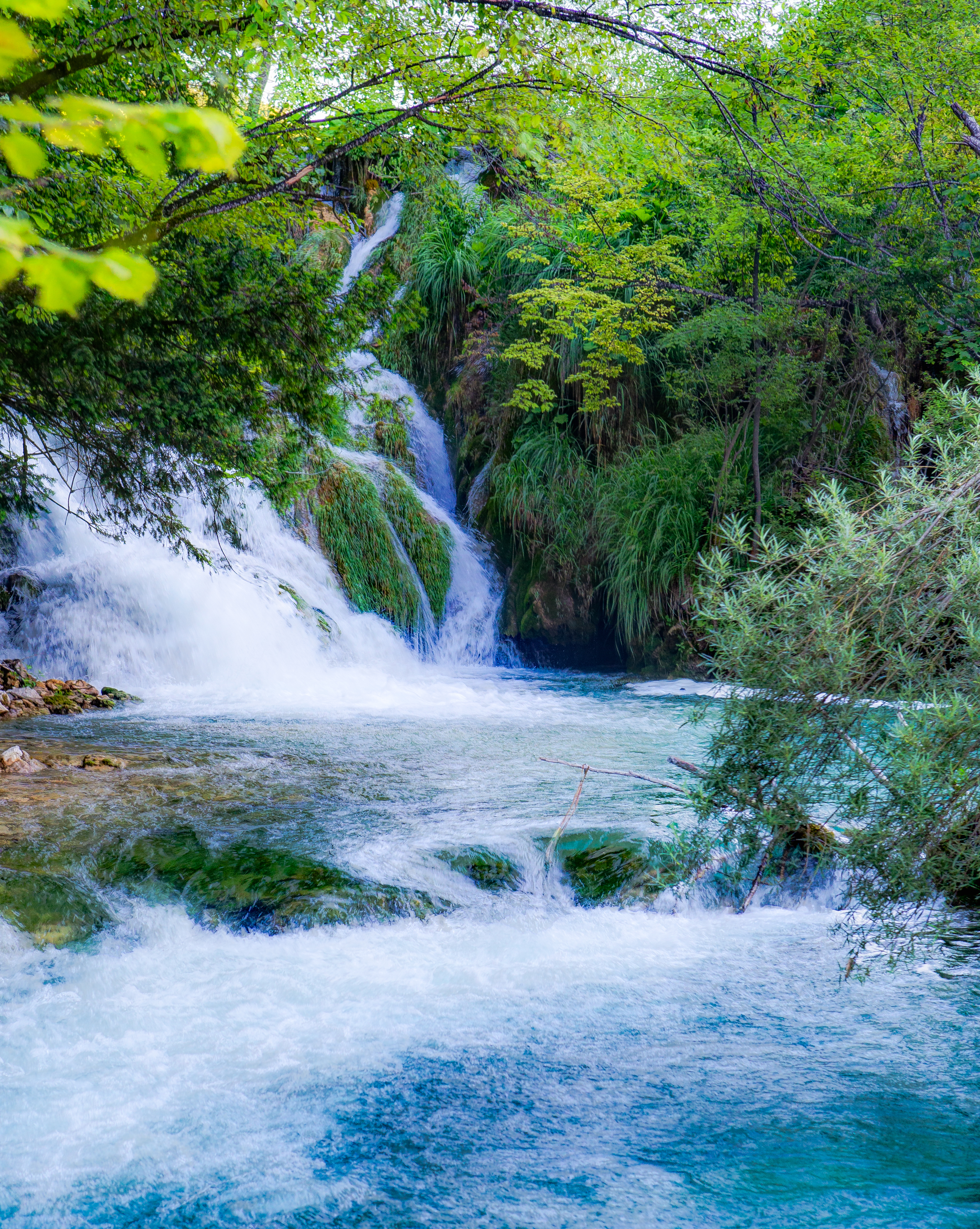